# Paul Malin
Paul Malin   (Leicester, 15 de febrer de 1972) és un ex-pilot de motocròs anglès que destacà en competició internacional durant la dècada del 1990, en què aconseguí un subcampionat del món de motocròs, 2 victòries en Grans Premis i 3 Campionats Britànics, a més d'haver integrat la selecció britànica que va guanyar el Motocross des Nations el 1994. La inesperada victòria -era la primera d'un equip britànic a la prova des del 1967- va trencar la ratxa de 13 victòries consecutives al Motocross des Nations de la selecció nord-americana.
Actualment, Paul Malin fa de comentarista esportiu del mundial de motocròs i dirigeix una escola de motocròs des de la qual es dedica a fer de monitor d'aquest esport per tot el Regne Unit.

## Palmarès
Font:
| Any          | Motocicleta  | C. del Món | C. del Món | C. del Món | C. Britànic | C. Britànic |
| Any          | Motocicleta  | 500cc      | 250cc      | 125cc      | Open        | 125cc       |
| ------------ | ------------ | ---------- | ---------- | ---------- | ----------- | ----------- |
| 1990         | Kawasaki     | 11è        | -          | -          |             |             |
| 1991         | Kawasaki     | 4t         | -          | -          |             |             |
| 1992         | Kawasaki     | -          | 17è        | -          |             |             |
| 1993         | Yamaha       | -          | 21è        | -          |             |             |
| 1994         | Yamaha       | -          | 18è        | -          |             |             |
| 1995         | Yamaha       | -          | -          | 11è        |             |             |
| 1996         | Yamaha       | -          | -          | 2n         |             | 1r          |
| 1997         | Yamaha       | -          | -          | 19è        |             | 1r          |
| 1998         | Yamaha       | -          | -          | 17è        |             |             |
| 1999         | Yamaha       | -          | -          | 23è        | 1r          |             |
| Total títols | Total títols | 0          | 0          | 0          | 1           | 2           |